# ای‌پی-۷ (دارو)
ای‌پی-۷ (دارو) (به انگلیسی: AP-7 (drug)) با فرمول شیمیایی C۷H۱۶NO۵P یک ترکیب شیمیایی با شناسه پاب‌کم ۳۱۲۲ است. که جرم مولی آن ۲۲۵٫۱۷۹ g/mol می‌باشد. 